# Харченко Пафнутій Петрович
Пафнутій Петрович Харченко (25 вересня 1885 — †?) — підполковник Армії УНР.

## Життєпис
Народився у с. Піщане Кременчуцького повіту Полтавської губернії. Останнє звання у російській армії — підпоручик.
З 5 травня 1920 р. — помічник командира Етапного куреня  3-ї Залізної стрілецької дивізії Армії УНР.
Восени 1920 р. — командир 3-го інженерного куреня 3-ї Залізної стрілецької дивізії Армії УНР.
Подальша доля невідома.